# 큰귀후티아
큰귀후티아(Mesocapromys auritus)는 후티아과에 속하는 설치류의 일종이다. 쿠바 북부 해안에서 떨어진 카요 프라고소 섬의 토착종이다. 자연 서식지는 아열대 또는 열대 기후 지역의 망그로브 숲과 습지이다. 서식지 감소때문에 위협을 받고 있으며, IUCN 적색 목록에서 절멸위급종으로 분류하고 있다.